# Thomaston (Texas)
Pour les articles homonymes, voir Thomaston.
La zone non incorporée de Thomaston est située dans le comté de DeWitt, dans l’État du Texas, aux États-Unis.